# Список державних секретарів закордонних справ Сан-Марино
Нижче у хронологічному порядку наведений перелік державних секретарів закордонних справ і політики Сан-Марино
1. Доменіко Марія Бельцоппі — (до 1859);
2. Доменіко Фатторі — (1859–1908);
3. Менетто Бонеллі — (1908–1917);
4. Джуліано Гоцці — (1917–1943);
5. Густаво Баббоні — (1943–1945);
6. Джино Джакоміні — (1945–1957);
7. Федеріко Біджи — (1957–1972);
8. Джанкарло Гіронці — (1972–1973);
9. Джанлуїджи Берті — (1973–1975);
10. Джанкарло Гіронці — (1976–1978);
11. Джордано Бруно Реффі — (1978–1986);
12. Габріеле Гатті — (1986–2002);
13. Ромео Моррі — (2002);
14. Аугусто Казалі — (2002);
15. Фіоренцо Столфі — (2002–2003);
16. Фабіо Берарді — (2003–2006);
17. Фіоренцо Столфі — (2006–2008);
18. Антонелла Мулароні — (2008–2012);
19. Паскуале Валентіні — (2012–2016);
20. Нікола Ренці — (2016—2020);
21. Лука Беккарі — (із 7 січня 2020).